# Olesja Syreva
Olesja Syreva (Russisch: Олеся Сырева) (Novosibirsk, 25 november 1983) is een Russische middellangeafstandsloper, die is gespecialiseerd in de 1500 m en de 3000 m. Ze heeft het Europese record in handen op de Ekiden.

## Biografie

### Jeugd
In 2002 won Syreva een bronzen medaille op de wereldkampioenschappen voor junioren in de Jamaicaanse hoofdstad Kingston op zowel de 1500 m als de 3000 m.
Drie jaar later won ze een gouden medaille op de universiade in het Turkse İzmir. Op de 1500 m versloeg ze met een tijd van 4.12,69  de Oekraïense Tatjana Holovtsjenko (zilver; 4.12,73) en de Chinese Liu Qing (brons; 4.12,76). Op de Europese kampioenschappen voor neosenioren dat jaar veroverde ze op de 1500 m een zilveren medaille in 4.16,23. Het goud ging naar de Roemeense Corina Dumbravean, die de wedstrijd won in 4.14,78.

### Senioren
Op 23 november 2006 verbeterde Syreva in de Japanse stad Chiba met haar teamgenotes Lilia Sjoboechova, Inga Abitova, Lidia Grigorjeva, Galina Bogomolova en Maria Konovalova het Europese record op de Ekiden naar 2:14.51. Ze liep als derde loper haar etappe van 5 km in 16.02. Eerder dat jaar won ze een zilveren medaille op de Europacupwedstrijd in Málaga.

### Schorsing
Op 3 februari 2013 werd bekendgemaakt, dat de Russische atletiekfederatie een abnormaal hoge hemoglobinewaarde in haar biologisch paspoort had aangetroffen, hetgeen duidt op een overtreding van de dopingreglementen. Op grond hiervan werd Olesja Syreva geschorst tot januari 2015 en werden al haar resultaten vanaf 3 maart 2011 geschrapt. Dit hield onder meer in, dat zij haar zilveren medaille, behaald op de 3000 m tijdens de Europese indoorkampioenschappen van 2011, moest inleveren.

## Titels
- Universitair kampioene 1500 m - 2005

## Persoonlijke records
Baan
| Onderdeel   | Prestatie | Datum        | Plaats               |
| ----------- | --------- | ------------ | -------------------- |
| 800 m       | 2.03,69   | 23 juli 2005 | Toela                |
| 1500 m      | 4.06,47   | 15 juni 2006 | Toela                |
| 1 Eng. mijl | 4.32,00   | 15 juni 2005 | Toela                |
| 2000 m      | 5.54,38   | 27 mei 2007  | Sotsji               |
| 3000 m      | 8.55,09   | 29 juli 2008 | Monaco               |
| 5000 m      | 15.19,96  | 24 juni 2008 | Jerez de la Frontera |

Weg
| Onderdeel      | Prestatie | Datum             | Plaats      |
| -------------- | --------- | ----------------- | ----------- |
| 20 km          | 1:08.14   | 8 oktober 2006    | Debrecen    |
| halve marathon | 1:09.52   | 13 september 2008 | Novosibirsk |

Indoor
| Onderdeel   | Prestatie | Datum            | Plaats        |
| ----------- | --------- | ---------------- | ------------- |
| 1000 m      | 2.37,06   | 25 januari 2006  | Moskou        |
| 1500 m      | 4.08,93   | 21 januari 2011  | Omsk          |
| 2000 m      | 5.44,89   | 7 januari 2011   | Jekaterinburg |
| 3000 m      | 8.29,00   | 17 februari 2006 | Moskou        |
| 2 Eng. mijl | 9.45,53   | 26 februari 2009 | Praag         |

## Palmares

### 1500 m
- 2002:  WJK - 4.14,32
- 2005:  Universiade - 4.12,69
- 2005:  EK U23 - 4.16,23

### 3000 m
- 2002:  WJK - 9.16,58
- 2006:  Europacup - 8.58,27
- 2006: 5e WK indoor - 8.44,10
- 2011:  EK indoor - 8.56,69

### 20 km
- 2006: 21e WK in Debrecen - 1:08.14

### halve marathon
- 2008: 18e WK in Rio de Janeiro - 1:14.08

### veldlopen
- 2006: 23e WK veldlopen (korte afstand) - 13.25